# 岡延明
岡 延明（おか のぶあき、1993年9月10日 - ）は、日本の男性声優、俳優。宮城県出身。ソニー・ミュージックアーティスツ所属。

## 略歴・人物
2017年、新人男性声優プロジェクト・ツキクラの2期生メンバーに選出され活動中。
特技は110mハードル、趣味はスイーツ巡り、ひとり旅。

## 出演
太字はメインキャラクター。

### 舞台
2017年
- ツキプロ文化祭 死にかけ男が転生目指して芸能界で頑張ります！〜しにてん〜（2017年9月13日 - 15日、全電通労働会館）三鬼 役
- 勇者セイヤンの物語(仮)（2017年11月8日 - 12日、CBGKシブゲキ!!）兵士2 役

2018年
- ボクの12支紳士〜絵本の中のワンダーランド〜（2018年1月17日 - 24日、座・高円寺2）バッシュ 役
- 音楽朗読劇団18馬力 旗揚げ公演（2018年2月3日、APOCシアター）たかし 役
- 初等教育ロイヤル（2018年4月4日 - 8日、シアターサンモール）山崎くん 役
- スターダスト・インフェルノ〜Record of farthest〜（2018年5月2日 - 6日、萬劇場）一番 役
- コミンカフェ・リヴァージュには俺様猫がいる。（2018年6月29日 - 30日、武蔵野芸能劇場）中島岳洋 役
- ツキプロ文化祭 月野百鬼夜行外伝 夏夢祭（2018年7月28日 - 29日、パシフィコ横浜）長治 役
- スターダスト・インフェルノ〜Destroy the earth〜（2018年8月8日 - 12日、萬劇場）ハルカ 役
- W-Gladiolus（2018年11月9日 - 12日、明石スタジオ）秋月終夜 役

2019年
- スターダスト・インフェルノ〜End of Reboot〜（2019年1月9日 - 14日、新宿村LIVE）ハルカ 役
- デストルドー9（2019年9月19日 - 23日、座・高円寺2）森雄吾 役
- ボクがキミに出来ること（2019年12月12日 - 16日、劇場MOMO）今村宗介 役

2020年
- 帝都メルヒェン探偵録 幽霊屋敷のブレーメン（2020年1月29日 - 2月2日、BIG TREE THEATER）桐原隼 役
- Celestine#6（2020年2月8日 - 9日、MJはうす）一ノ瀬航、不破瀬那、咲丸練、夢藤星空 役

2022年
- Act Session vol.1「喜笑転結」（2022年2月13日、浅草九倶楽部 浅草九劇）スマホ、久遠シキ 役
- Act Session vol.1.5「喜笑転結」（2022年9月8日・10日、アトリエファンファーレ東新宿）
- デストルドー9 ～絶望と希望の9日間～（2022年9月22日 - 25日、IMAホール）森雄吾 役

2023年
- 朗読劇「二階堂優の事件簿〜プロクルステスの寝台〜」（2023年4月26日 - 29日、萬劇場）森雄吾 役
- Act Session vol.2『Re: -the beginning of the end-』（2023年5月11日・12日、シアター・アルファ東京）
- 朗読劇「二階堂優の事件簿〜アフロディーテの薔薇〜」（2023年11月16日 - 19日、シアター代官山）森雄吾 役

2024年
- 私はあなたの守護霊です（2024年3月23日、東京おかっぱちゃんハウス）
- 朗読劇「二階堂優の事件簿〜エリーニュエスの断罪〜」（2024年4月4日 - 7日、テアトルBONBON）森雄吾 役

2025年
- 舞台「スタンドマイヒーローズ」（2025年9月3日 - 14日〈予定〉、シアターサンモール）由井孝太郎 役

### テレビアニメ
- フットサルボーイズ!!!!!（2022年、白河瞬[13]）

### ゲーム
2018年
- WAR OF BRAINS（修羅王ギルガメッシュ、風村の袋鼠コザップ）

2019年
- ヒーロー'sパーク（モーナ/相ヶ崎桜治）

2020年
- REALIVE!帝都神楽舞隊（橘幸作）

2021年
- フットサルボーイズ!!!!! ハイファイリーグ（白河瞬）

2023年
- ヘブンバーンズレッド（習志野ドーム住人）

2025年
- モンスターストライク（鈍堂燃吉郎）

### ドラマCD
- 劇団アルタイルユニットドラマCD「Twinkling stars RED」（2018年1月26日）麻布ノブアキ 役
- グライフナーゲル（未発売）
- デストルドー9 ドラマCD「Sounding Procession #01」「Sounding Procession #02」（2020年8月）森雄吾 役

### ボイスドラマ
- デストルドー9 〜アベルとカインの黙示録〜 第03話「虫籠のピグマリオン」（2020年9月）森雄吾 役[19]

### テレビ番組
- 声技の英雄（2021年11月9日 - 2022年3月29日、TOKYO MX[20]）

### ウェブラジオ
- ゆめかわラジオ（2019年2月6日・21日・7月17日・31日、SMA VOICE ふるはタイムズ☆彡）ゲスト出演
- SMA VOICE RADIO RELAY「Boys side」 第1 - 3・10・11回（2020年7月29日 - 8月26日・12月16日・30日、SMA VOICE）[21]

### MV
- osage「ドライフラワー」（2021年）

### イベント
2017年
- AnimeJapan2017 アニメイトブース（2017年3月25日、東京ビッグサイト）
- TSUKINO CROWD FESTIVAL 2017 SPRING（2017年5月13日、Zepp Tokyo）
- ツキクラ「僕らはSummer」発売記念イベント（2017年6月10日 - 9月3日）
- AGF2017 ツキクラメンバーお渡し会（2017年11月4日、池袋サンシャインシティ）

2018年
- 「劇団アルタイル ソロシリーズコレクションアルバム -A GALAXY OF NEW STARS-」発売記念イベント（2018年3月4日、アニメイト池袋本店）
- 「劇団アルタイル ソロシリーズコレクションアルバム -A GALAXY OF NEW STARS-」発売記念スペシャルイベント（2018年5月12日）
- カスターニエンCafe（2018年8月19日、中目黒トライ）1部・3部のみ
- たむおかの日〜vol.1〜（2018年9月16日、BC WORLD STUDIO）
- アルクラファン感謝イベント（2018年12月2日）

2019年
- たむおかの日〜vol.2〜（2019年2月10日、Asoboxホール）
- いつかの文化祭（2019年5月11日 - 12日、世田谷ものづくり学校）
- たむおかの日〜vol.3〜（2019年6月30日、DNPプラザ）
- デストルドー9アフターイベント（2019年10月6日、eos BASEMENT）
- REALIVE! 1st CD発売記念トーク＆ミニライヴ（2019年10月11日、アニメイト池袋本店）

2020年
- REALIVE! Webサイン会（2020年8月2日）
- デストルドー9ミーティングルーム【劇場版】（2020年11月8日、座・高円寺2）
- フットサルボーイズ!!!!!はじめまして!練習試合応援ミニイベント 恒陽学園VS天ノ川学園（2020年11月29日）

2021年
- フットサルボーイズ!!!!!合同練習試合イベント―勝利に向かってステップアップ！（2021年2月13日、墨田区総合体育館サブアリーナ）
- サルボチャンネル!!!!! 公開生配信（2021年9月25日 - 26日、すみだフットサルアリーナ）
- Get Ready!! ハイファイカップ ～僕たちのデビュー戦！～（2021年12月29日、フットサルステージ）

2022年
- Autumn Sunny Cup ～本気男子の頂点へ！～（2022年9月4日、J-SOCIETY FOOTBALL PARK 多摩）

2023年
- 声技の英雄スペシャルイベント（2023年3月10日、池袋harevutai）

2024年
- 星レト新年会（2024年1月20日・21日、アルネ543）※20日 第3部・21日 第1部のみ

### その他コンテンツ
- 劇団アルタイル（麻布ノブアキ[26]）
- OWLMAN-オウルマン-（シネマコンテンツpeep）OWLMAN 役[27]

## ディスコグラフィ

### キャラクターソング
| 発売日        | 商品名                                             | 歌 | 楽曲                                      | 備考                                                     |
| ------------- | -------------------------------------------------- | --- | ----------------------------------------- | -------------------------------------------------------- |
| 2019年10月2日 | Virgin Sky/愛がある限りここにいる                  | 帝都東神楽舞隊基地・所属舞官                                                                                               | 「Virgin Sky」                            | ゲーム『REALIVE!〜帝都神楽舞隊〜』オープニングテーマ     |
| 2019年10月2日 | Virgin Sky/愛がある限りここにいる                  | 帝都東神楽舞隊基地・所属舞官                                                                                               | 「愛がある限りここにいる」                | ゲーム『REALIVE!〜帝都神楽舞隊〜』エンディングテーマ     |
| 2020年3月25日 | 待たされていた I love you!/星の絆                  | Crown Clan | 「待たされていた I love you!」 「星の絆」 | ゲーム『REALIVE!〜帝都神楽舞隊〜』関連曲                 |
| 2022年2月9日  | フットサルボーイズ!!!!! プレイヤーソングアルバム   | フットサルボーイズ!!! | 「Higher Goals」                          | ゲーム『フットサルボーイズ!!!!! ハイファイリーグ』主題歌 |
| 2022年2月9日  | フットサルボーイズ!!!!! プレイヤーソングアルバム   | 桐生蓮（TAKA）、白河瞬（岡延明）、橘藤吾（大海将一郎）、今園彩人（森永彩斗）、水無瀬亜佐（菊池勇成）、秋月奏夜（津田拓也） | 「Maverick」                              | 『フットサルボーイズ!!!!!』関連曲                        |
| 2022年4月13日 | フットサルボーイズ!!!!! 天ノ川学園高等学校アルバム | 白河瞬（岡延明） | 「own way」 「Higher Goals 白河瞬ver.」   | 『フットサルボーイズ!!!!!』関連曲                        |

### ユニットメンバー
1. ↑  風見勇真（梶原岳人）、久能純（谷口博昭）、米倉鷹久（谷口淳志）、藤堂豪一郎（千葉瑞己）、白神透（會田海心）、赤音輝（小西成弥）、綾井雪松（遊馬晃祐）、貴船雅彦（小林竜之）、鯨屋練（大坪康亮）、サー・ユリエル・フィドルバード（沢城千春）、佐々木裕之助（古田一紀）、橘幸作（岡延明）、瀬乃崎宗（松岡一平）、東雲仁（宮崎遊）、高城貫（伊勢大貴）、椿坂龍馬（高橋健介）、双葉日向（汐谷文康）、双葉向夜（尾股未知也）、氷室零（伊藤昌弘）、津田新造（福西勝也）、皆川風汰（古畑恵介）、皆川修司（新井雄也）
2. ↑  貴船雅彦（小林竜之）、鯨屋練（大坪康亮）、サー・ユリエル・フィドルバード（沢城千春）、佐々木裕之助（古田一紀）、橘幸作（岡延明）
3. ↑  大和晴（高良崚太）、榊星一郎（石森周斗）、月丘柊依（吉原康平）、幸永椿貴（山口諒太郎）、南雲竜（古田一紀）、天門泰雅（坂井易直）、樫良木ルイ（峯田大夢）、結城心（新井雄也）、久我巧生（村上聡）、花山院快斗（馬場惇平）、京極聖（宮瀬尚也）、二葉ともえ（山本智哉）、昂守希（佐久間貴生）、十河夏輝（千葉瑞己）、相庭京介（浦和希）、花村理央（多田啓太）、鞍馬雪丸（上村源）、桐生蓮（TAKA）、白河瞬（岡延明）、橘藤吾（大海将一郎）、今園彩人（森永彩斗）、水無瀬亜佐（菊池勇成）、秋月奏夜（津田拓也）、朝比奈碧（奥山敬人）、天王寺刻成（川島慶嗣）、世良龍太朗（下川草介）、水無瀬涼佑（石井孝英）、ガルシア・エミリオ（小塚亮輔）、蓮美朔（木津つばさ）